# Anette Olzon
Anette Olzon, née Anette Olsson le 21 juin 1971, est une musicienne et chanteuse suédoise.
Anette Olzon a été la chanteuse du groupe suédois Alyson Avenue et du groupe de metal symphonique finlandais Nightwish.

## Débuts
Anette Olzon est née le 21 juin 1971 à Katrineholm, en Suède.
Elle commence par jouer du hautbois pendant son enfance ; elle part fréquemment en voyage avec sa mère, et fait de nombreux stages de chant.
À partir de l'âge de 13 ans, elle participe à plusieurs concours musicaux télévisés.
Puis, elle  commence à étudier la musique au conservatoire musical de Copenhague, au Danemark.
Anette se joint au groupe Take Cover, un cover band, à 17 ans.
À 21 ans, elle obtient le rôle principal dans un opéra-rock nommé Gränsland.
Elle chante également en duo avec Michael Bormann (ex-chanteur de Jaded Heart) sur son album Conspiracy.

## Carrière musicale

### Alyson Avenue (1999-2007)
Anette Olzon rejoint en 1999 le groupe Alyson Avenue, remplaçant ainsi le chanteur masculin.
Dans cette nouvelle composition, le groupe reçoit un bon accueil en Suède pour une démo qui sort en 1999, et Alyson Avenue doit rapidement contacter plusieurs labels discographiques. Le compositeur principal et claviériste Niclas Olsson rassemble le groupe pour l'enregistrement d'une démo de quatre titres, et il en résulte un  enregistrement  avec AOR Heaven. En novembre 2000, sort l'album Presence of Mind. Le suivant, Omega, sort en 2003.
En 2007, Anette rejoint le groupe Nightwish, en quittant du coup Alyson Avenue. Les membres restants prennent dans un premier temps la décision de dissoudre le groupe, avant de le faire renaître de ses cendres en 2010 avec une nouvelle chanteuse.

### Nightwish (2007-2012)
Anette rejoint officiellement le groupe Nightwish au début de l'année 2007, en tant que chanteuse principale, sélectionnée parmi près de 2 000 candidates.
Elle y remplace la chanteuse Tarja Turunen, précédemment exclue à la fin de l'année 2005.
L'identité de Anette est tenue secrète jusqu'au 24 mai 2007. Le lendemain, le nouveau single Eva sort sur Internet une semaine avant la sortie initiale, par erreur.

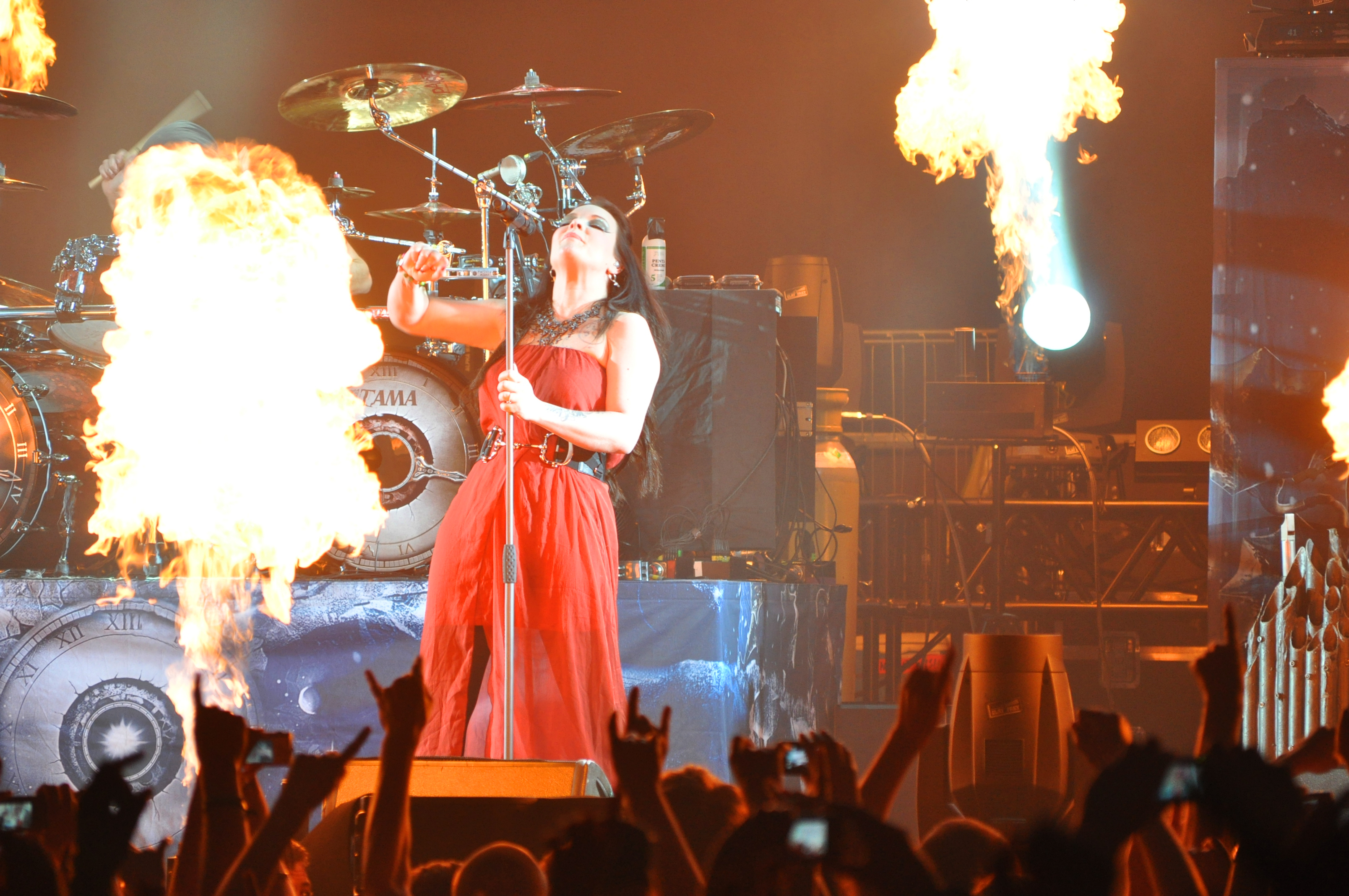
Nightwish à Nantes en 2012

Anette quitte le groupe le 1er octobre 2012, d'un commun accord avec les autres membres de Nightwish,. Lors d'une interview pour le magazine finlandais Menaiset, elle affirme avoir été exclue du groupe comme Tarja l'avait été en 2005,.

### Carrière solo
En 2013, Anette annonce via son blog la sortie de son premier album solo. Ce dernier s'intitule Shine, il est paru le 26 mars 2014 chez EarMusic en Suède et le 31 mars en France.
Avec Jani Liimatainen (ex-guitariste de Sonata Arctica), elle crée en 2017 le groupe The Dark Element.

## Vie privée
Anette est mariée depuis 2013 avec Johan Husgafvel, bassiste du groupe suédois Pain avec qui elle a deux garçons, Nemo né en 2010 et Mio né en 2013. Elle a également un autre garçon, né d'une précédente union, prénommé Seth.

## Discographie

### Albums studio

#### AvecAlyson Avenue
- 2000 : Presence of Mind
- 2003 : Omega

#### AvecNightwish
- 2007 : Dark Passion Play
- 2011 : Imaginaerum

#### Carrière solo
- 2014 : Shine
- 2021 : Strong
- 2024 : Rapture

#### AvecThe Dark Element
- 2017 : The Dark Element
- 2019 : Songs the Night Sings

### Chansons

#### AvecNightwish
- 2007 : Eva
- 2007 : Amaranth
- 2007 : Bye Bye Beautiful
- 2007 : The Islander
- 2007 : Cadence Of Her Last Breath
- 2007 : The Poet And The Pendulum
- 2007 : Master Passion Greed
- 2007 : Sahara
- 2007 : Whoever Bring The Night
- 2007 : For The Heart I Once Had
- 2007 : The Islander
- 2007 : 7 Days To Wolves
- 2007 : Meadows Of Heaven
- 2007 : Escapist
- 2011 : Storytime
- 2011 : Ghost River
- 2011 : Slow, Love, Slow
- 2011 : I Want My Tears Back
- 2011 : Scaretale
- 2011 : Turn Loose The Mermaids
- 2011 : Rest Calm
- 2011 : The Crow, the Owl and the Dove
- 2011 : Last Ride Of The Day
- 2011 : Song Of Myself
- 2012 : The Heart Asks Pleasure First (reprise du film La Leçon de piano)

### Participations
- Two Of A Kind, sur l'album Conspiracy de Michael Bormann
- Heart Full of Fire de Brother Firetribe
- Follow Me, Feed Us, sur l'album Cynic Paradise de Pain
- October & April, chanson inédite de l'album Best-Of 2001-2009 de The Rasmus
- Cathedral Walls, sur l'album Emerald Forest and the Blackbird de Swallow The Sun
- Imaginaerum, film de l'album-concept éponyme de Nightwish

## Vidéographie

### Clips
- 2014 : Lies, tiré de Shine, dirigé par Patric Ullaeus